# ناوشکن کلاس هاتسوهارو
دیسترویر کلاس هاتسوهارو (به انگلیسی: Hatsuharu-class destroyer) یک کلاس از کشتی است که طول آن ۱۰۳٫۵ متر (۳۴۰ فوت) می‌باشد.